# Чемпионат Азербайджана по борьбе 2017
Чемпионат Азербайджана по борьбе 2017 года проходил в Баку с 14 по 18 декабря. Соревнования среди мужчин проходили по вольной и греко-римской борьбе. Всего разыгрывалось 20 комплектов медалей.
В отличие от предыдущих чемпионатов в этом году первенство страны проходило по новым правилам. Так, за день до соревнований была проведена жеребьевка, в первый день соревнований прошли предварительные и утешительные схватки, а во второй день соревнований — финальные встречи. Церемония взвешивания, которая раньше проходила накануне схваток, стала проходить в дни соревнований, причем спортсмены, прошедшие в финал, были задействованы в процессе взвешивания дважды. При этом спортсменам, которые взвешивались во второй раз, было разрешено иметь вес до 2 килограммов больше нормы.
Также на этом турнире впервые на чемпионатах Азербайджана, согласно правилам Объединённого мира борьбы, начали проходить состязания в десяти (а не в восьми как до этого) весовых категориях как по вольной, так и по греко-римской борьбе. На турнире принимало участие 212 борцов вольного стиля и 177 борцов греко-римского стиля.
Церемония открытия чемпионата состоялась 14 декабря.

## Медалисты

### Вольная борьба
| Категория | Золото                                | Серебро                             | Бронза                                                         |
| --------- | ------------------------------------- | ----------------------------------- | -------------------------------------------------------------- |
| до 57 кг  | Афган Хашалов СО «Зенит»              | Георгий Эдишерашвили «Атаспорт»     | Алиаббас Рзазаде СО «Зенит» Ислам Базарганов «Атаспорт»        |
| до 61 кг  | Мирджалал Гасанзаде Апшеронский район | Джамал Сулейманов МЧС               | Парвиз Ибрагимов Апшеронский район Эльчин Велиев «Локомотив»   |
| до 65 кг  | Агагусейн Мустафаев ЦСКА              | Галиб Алиев ЦСКА, СО МВД            | Анварбек Далгатов «Атаспорт» Ахмеднаби Гварзатилов «Атаспорт»  |
| до 70 кг  | Муртузали Муслимов «Атаспорт»         | Магомед Муслимов «Атаспорт»         | Панах Ильяслы Газахский район Гитинамагомед Гаджиев «Атаспорт» |
| до 74 кг  | Гаджимурад Омаров «Атаспорт»          | Исмаил Абдуллаев «Атаспорт»         | Джошгун Азимов ЦСКА Курбан Курбанов «Атаспорт»                 |
| до 79 кг  | Джабраил Гасанов «Серхедчи», «Зенит»  | Мурад Сулейманов Гянджа             | Орхан Аббасов СК «Азери» Равиль Бабазаде Ленкоранский район    |
| до 86 кг  | Александр Гостиев «Атаспорт»          | Гаджимурад Магомедсаидов «Атаспорт» | Эльчин Мамедов СО МВД Ибрагим Юсубов Газахский район           |
| до 92 кг  | Шариф Шарифов «Атаспорт»              | Магомедгаджи Хатиев «Атаспорт»      | Гаджи Алиджанов Загатальский район Джавид Садыгов СО МВД       |
| до 97 кг  | Нурмагомед Гаджиев «Атаспорт»         | Асланбек Алборов «Атаспорт»         | Фируз Термишли Сиязанский район Шамиль Зубаиров «Атаспорт»     |
| до 125 кг | Джамаладдин Магомедов «Атаспорт»      | Адам Джалилов «Пахлеван»            | Махир Алиев СО «Зенит» Рамиль Усубов «Олимпспорт»              |

### Греко-римская борьба
| Категория | Золото                        | Серебро                                                    | Бронза                                                                                   |
| --------- | ----------------------------- | ---------------------------------------------------------- | ---------------------------------------------------------------------------------------- |
| до 55 кг  | Зия Зейналов СК «Нефтчи»      | Ибрагим Нуруллаев СОЦ «Гёмрюкчю»                           | Зульфугар Алиев СО «Тахсил» Эльдениз Азизли Республиканский олимпийский спортивный лицей |
| до 60 кг  | Сакит Гулиев СК «Нефтчи»      | Мурад Базаров Республиканский олимпийский спортивный лицей | Сади Балабеков БК «Джанги» Мурад Мамедов ЦСКА                                            |
| до 63 кг  | Талех Мамедов СОЦ «Гёмрюкчю»  | Микаил Рахманов СО «Зенит»                                 | Эльчин Гасанов Ленкоранский район Вилаят Гахраманлы Губадлинский район                   |
| до 67 кг  | Камран Мамедов СО МВД         | Эльман Мухтаров ЦСКА                                       | Орхан Эйвазов ЦСКА Шаиг Эйвазов Гёйчайский район                                         |
| до 72 кг  | Ульви Ганизаде СК «Нефтчи»    | Намаз Рустамов ЦСКА                                        | Нофел Бабаев СО «Зенит» Санан Сулейманов ЦСКА                                            |
| до 77 кг  | Гасан Алиев ЦСКА, СК «Нефтчи» | Гусейн Аббасов Сумгаит, СО «Зенит»                         | Рустам Алиев СО МВД Азер Гусейнов Зангеланский район                                     |
| до 82 кг  | Рафик Гусейнов ЦСКА           | Эльвин Мурсалиев СК «Нефтчи»                               | Ниджат Абдуллаев ЦСКА Элтон Везирзаде ЦСКА                                               |
| до 87 кг  | Ислам Аббасов ЦСКА            | Ариф Нифтуллаев СК «Нефтчи»                                | Солтан Исмаилов ЦСКА Орхан Гахдиранов СО МВД                                             |
| до 97 кг  | Турмен Эйюбов ЦСКА            | Сагимагомед Омаров «Атаспорт»                              | Рамиль Мамедов СО МВД Орхан Нуриев ЦСКА                                                  |
| до 130 кг | Джавид Фейзиев «Пахлеван»     | Оян Назариани «Атаспорт»                                   | Адам Джалилов СО «Зенит» Али Гасанов Гёйчайский район                                    |